# 乌纳马莱卡代
乌纳马莱卡代（Unnamalaikadai），是印度泰米尔纳德邦甘尼亚古马里县的一个城镇。总人口19938（2001年）。

## 人口
该地2001年总人口19938人，其中男性10128人，女性9810人；0—6岁人口2002人，其中男1051人，女951人；识字率81.80%，其中男性为84.28%，女性为79.25%。